# Mussaenda shikokiana
Mussaenda shikokiana är en måreväxtart som beskrevs av Tomitaro Makino. Mussaenda shikokiana ingår i släktet Mussaenda och familjen måreväxter. Inga underarter finns listade i Catalogue of Life.